# Chagugang
Chagugang (kinesiska: 汊沽港, 汊沽港镇) är en köping i Kina. Den ligger i storstadsområdet Tianjin, i den norra delen av landet, omkring 26 kilometer nordväst om stadens centrum. Antalet invånare är 44 843. Befolkningen består av 21 275 kvinnor och 23 568 män. Barn under 15 år utgör 15,0 %, vuxna 15-64 år 78 %, och äldre över 65 år 6,0 %.